# Квітка (збірник)
«Квітка» — ілюстрований літературний збірник, який видав в 1890 році у Львові Василь Лукич накладом товариства «Просвіта» і обсягом 128 сторінок.
Збірник містить відбитку з календаря т-ва «Просвіта» на рік 1891, 11 літогр. портр., 26 літогр мал.

## Автори і твори
1. Устиянович К. Вітчизні. («Люблю тебе, прекрасна вітчино моя!..»), с. 1—2.
2. Франко І. Гершко Гольдмахер (Оповідання), с. 2—9.
3. Руданський С. Гетьман Іван Скоропада. (Історична поема). («Сидить сова на камені…»), с. 10—14
4. Чайченко В. (Грінченко Б.). Нелюб. (Оповідання), с. 14—24.
5. Українець. Гімн Богданові Хмельницькому. («Гей, Богдане, озовися, любий!»), с. 24—25; До студента. («Півні вже вдруге проспівали…»), с. 26.
6. Філаретів О. Близнюки (Воєнна картина). («Уже сурми затрубили. .»), с. 27—28.
7. Куліш П. З недрукованих поезій: Поетові. («Кобзарю, не дивись ні на хвалу темноти…»), с. 29, Муза. («Музо безхитросна, проста дівчино стидлива…»), с. 29, Сум і розвага («Кобзо! Давно ми з тобою по світу блукаєм…»), с. 29—30; Україна. (Уривок) («Чи згадуєш, козаче, край той пишний…»), с. ЗО.
8. Мордовець Д. Житиме до віку. Так собі дещо. (Нарис про Кавказ і Крим), с. 31—41.
9. Александров В. Переклади псалмів: Псалом XIX. («Небеса оповідають нам про божу славу…»), с 42, Псалом XX. («Най господь тебе почує…»), С. 42—43.
10. Гейне Г. На прощу до Кевляр. («В вікні стояла мати…»). Пер. О. Левицький, с 43—44.
11. Неруда Ян. З Космічних пісень («У зорях небесних великий закон…»). Пер. І. Франко, с. 44.
12. Лукич В. Історичний діяч України-Русі гетьман Петро Дорошенко [Стаття), с. 45—55. Матеріал етнографічний Із збірника Василя Лукича Правда і неправда. («Як зле, зле в світі, зле чувати…»), с. 56—57; Чабан. («Ой чабане, чабане…»), с. 57—58; «Ой зайди місяченьку, ой зайди за гору…», с 58—59; «Горить, горить пічка…», с. 59; «Темна нічка та й невидна…», с. 59; «В чистім полі береза стояла…», с. 59; «Сидить сокіл на тополі…», с. 59; «По цілім світі, по цілім світі…», с. 60;
13. Лукич Василь. Золоті ворота в Києві. (Стаття), с 60—64.
14. Семен Козак. Запорожська січ. [Стаття], с. 64—67.
15. Барвінський О. Києво-Печерська Лавра. [Стаття], с. 68—70. Музеї дотичачі України-Русі. [Сгаття], с. 71—73.
16. Лукич Василь. Вплив живності на характер народів. [Стаття], с. 73—77.
17. Горинівський В. Пиво, кумис, пишучі напитки і тютюн. [Стаття], с. 77—79.
18. Соколовський Н. Скарлатина. [Стаття], с. 79—84.
19. Данилевич І. Падавиця. (Епілепсія). [Стаття], с. 84—88.
20. Верхратський І. Мотилі, шкідники господарству. [Стаття], с. 89—116.
21. [Барвінський О.]. Замітні русини І. П. Котляревський, с. 116—117; Г. Ф. Квітка-Основ'яненко, с. 117—118; В Б Антонович, с 118—119; М. Л. Кропивницький, с 119—120; І. Гринивецький, с 120—121; Ол-др Огоновський, с. 121; Л. Трещаковський, с. 121—122; С. Вінницький, с. 122—123, В. Шкрибляк, с. 123—124. Смішне, с. 124—128.